# Taita-Taveta
Taita-Taveta – hrabstwo w południowej Kenii, przy granicy z Tanzanią. Stolicą jest Mwatate, a największym miastem Voi. W spisie ludności z 2019 liczbę mieszkańców oszacowano na ponad 340 tysięcy. Głównie zamieszkane przez ludy Taita i Taveta. 
Hrabstwo graniczy z rzeką Tana, hrabstwami Kitui i Makueni od północy, Kwale i Kilifi na wschodzie i Kajiado na północnym zachodzie. 

## Geografia
Wysokość hrabstwa waha się między 481 m n.p.m. na nizinach, do 2200 m n.p.m. na wyżynach, co daje wyraźne cechy klimatyczne, jak niższe temperatury. Główne rzeki to Tsavo, Voi i Lumi. Znajdują się tutaj Jezioro Lipe i Jezioro Chale.
W hrabstwie znajdują się ogromne złoża ponad 40 cennych minerałów, w tym manganu, tytanu, miedzi, rudy żelaza, złota i wapienia. Jest to także ważny ośrodek wydobywania kamieni szlachetnych. 

## Religia
Struktura religijna w 2019 roku wg Spisu Powszechnego:
- protestantyzm – 64%
- katolicyzm – 19,9%
- islam – 7,5%
- niezależne kościoły afrykańskie – 4,1%
- inni chrześcijanie – 3,1%
- pozostali – 1,4%.